# Hilversumsche Golf Club

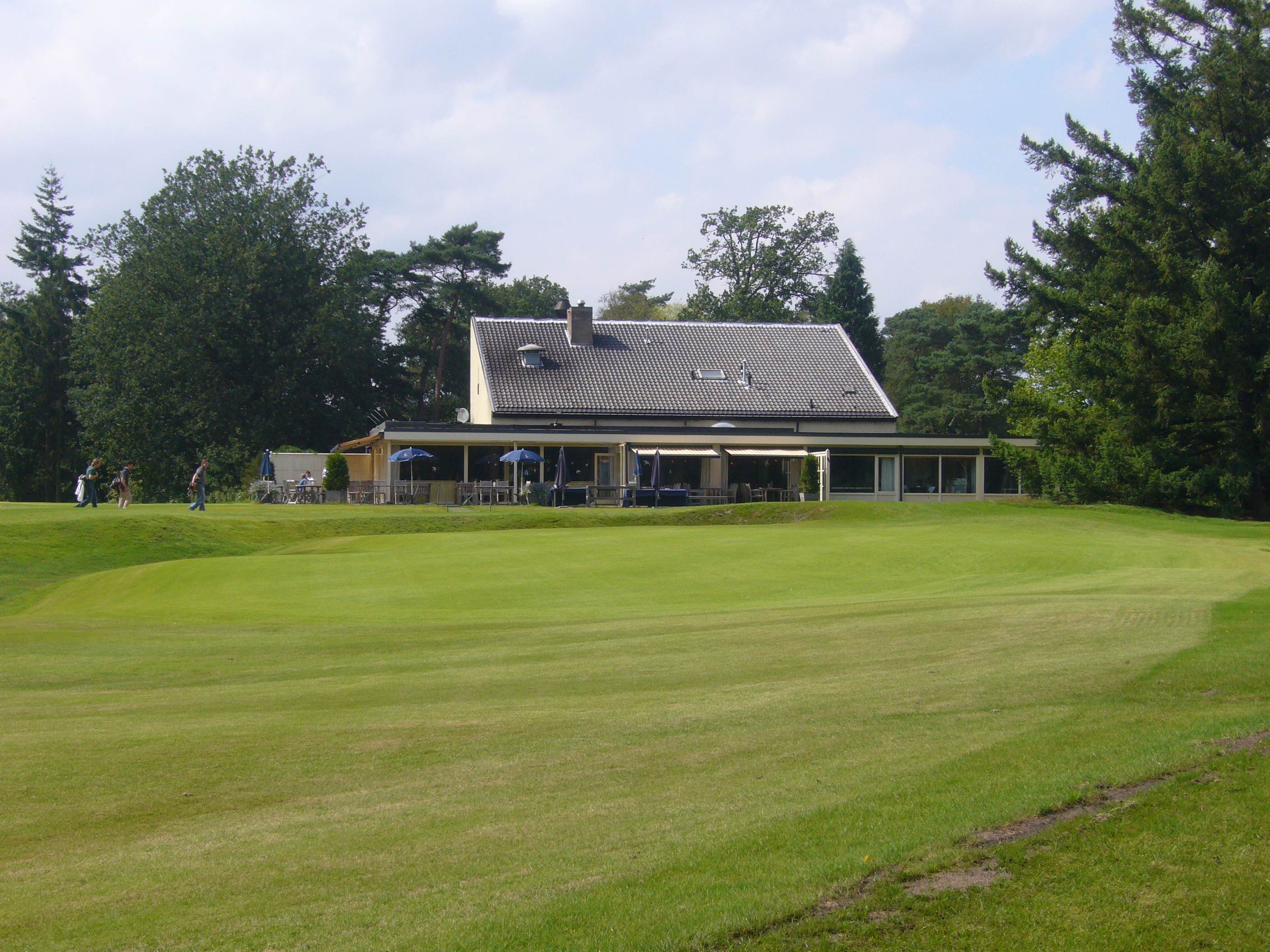
Clubhuis achter de nieuwe 18de green, 2008

De Hilversumsche Golf Club is een Nederlandse golfclub gelegen in Hilversum, Baarn en De Bilt. De club is opgericht in 1895.

## Geschiedenis
De Hilversumsche Golf Club is ontstaan in 1895. De eerste 9-holes baan werd nabij de toenmalige gemeentelijke gasfabriek in dat jaar uitgezet door John Duncan Dunn. Deze jonge golfarchitect uit een bekende Schotse golffamilie, legde tevens de eerste Haagsche (1893), Doornsche (1894) en Rosendaelsche (1895) 9-holes banen aan. Het terrein van ca. 2400 m² werd met goedkeuring van de gemeente Hilversum in gebruik genomen en in juni 1896 formeel gehuurd van de Vereniging Stad en Lande (Erfgooiers), getuige  gemeentelijke verslagen en vastlegging van bestuursbeslissingen. Per 1 januari 1910 verkreeg de vereniging Koninklijke goedkeuring en daarmee rechtspersoonlijkheid. De gemeente Hilversum gaf in 1910 te kennen het gehuurde terrein van de Golfclub te willen gebruiken voor uitbreiding van gemeentelijke functies. De Hilversumsche Golfclub zette in 1912 haar sportieve activiteiten voort nabij de Crailoose Brug tussen Hilversum en Bussum. Een verbeterde 9-holes baan was aangelegd en een nieuw clubhuis gebouwd op gehuurde grond van de Hollandse IJzeren Spoorwegmaatschappij. In 1917 werd de huidige locatie gevonden aan de Soestdijkerstraatweg. Een volwaardige 9-holes baan met, voor het eerst gras op fairways en greens, naar een ontwerp van Henry Burrows, werd aangelegd en het houten clubhuis werd verplaatst van Crailoose Brug en opnieuw opgebouwd. In 1923 werd het internationaal kampioenschap van Nederland op deze eerste 9-holes baan gehouden; een evenement dat we nu kennen als "Het Open". Winnaar werd baanontwerper Henry Burrows, met 153 slagen over 36 holes. In 1952 werd besloten de naam van de club te veranderen, de Hilversumsche Golfclub werd de Hilversumsche Golf Club.

### Clubhuizen
In 1932 brandde het clubhuis, dat werd meegenomen van de Crailoose Brug geheel af. Architect Jan Baanders Sr. ontwierp een nieuw clubhuis dat in 1933 werd geopend. Na ruim dertig jaar, in de nacht van 30 op 31 oktober 1965 ontstond er een brand tijdens een feest. De gasten hielpen van alles naar buiten te brengen, maar weer brandde het clubhuis geheel af. Een nieuw en inmiddels vierde clubhuis werd ontworpen door architect H. Vriend uit Amsterdam. Het duurde ruim een jaar voordat de vergunningen afgegeven werden, en in juni 1968 werd het nieuwe clubhuis weer geopend. Na een lange besluitvorming werd begin 2018 de bouw van een nieuw en "groener" clubhuis gestart, dat in maart 2019 feestelijk geopend werd.

### De baan
Uitbreiding naar 18 holes naar ontwerp van de befaamde Sir Harry Colt en Gerry del Court van Krimpen, werd voltooid in 1928. In de loop der tijd is slechts een beperkt deel van de oorspronkelijke ontwerpen in stand gebleven. Ingrijpende wijzigingen zijn werden doorgevoerd in 1952-1954, toen de baan - in het bijzonder de par 5-holes - met hulp van de Schotse baanarchitect Sir Guy Campbell is aangepast aan de introductie van de SSS-standaard in Nederland.
In 1965 werd opnieuw een grote ingreep voltooid. De layout werd van het oorspronkelijke 9-holes-out en 9-holes-in werd aangepast, zodat sinds dat jaar de 9e hole bij het clubhuis eindigt en niet meer op het verst gelegen punt van het terrein (de huidige 15e hole). Het specifieke karakter van een heide- bosbaan is goed bewaard gebleven: omzoomd door beuken, eiken, dennen, sparren en berken, met smalle fairways, onderbroken door percelen heide en andere beplanting. De glooiingen in het landschap zijn ontstaan in de ijstijd, zo'n 150.000 jaar geleden. De natuur van de baan heeft een monumentenstatus, dus er is een bosbeheerplan en een heidebeheerplan.
Tussen hole 2 en hole 3 loopt de Hollandse Sloot, de provinciegrens waar een aantal Leeuwenpalen staan, oude grenspalen uit de tijd van de Graven van Holland en de Bisschop van Utrecht.
In 2007 ontving de club van de NGF het certificaat Committed to Green.

#### wijzigingen aan de baan in 2007
Golfbaanarchitect Kyle Phillips, die ook De Laage Vuursche en Kingsbarn in St Andrews Links heeft gedaan, kreeg opdracht de Hilversumsche onder handen te nemen. Vanaf 2007 werd de baan onder zijn regie aangepast.

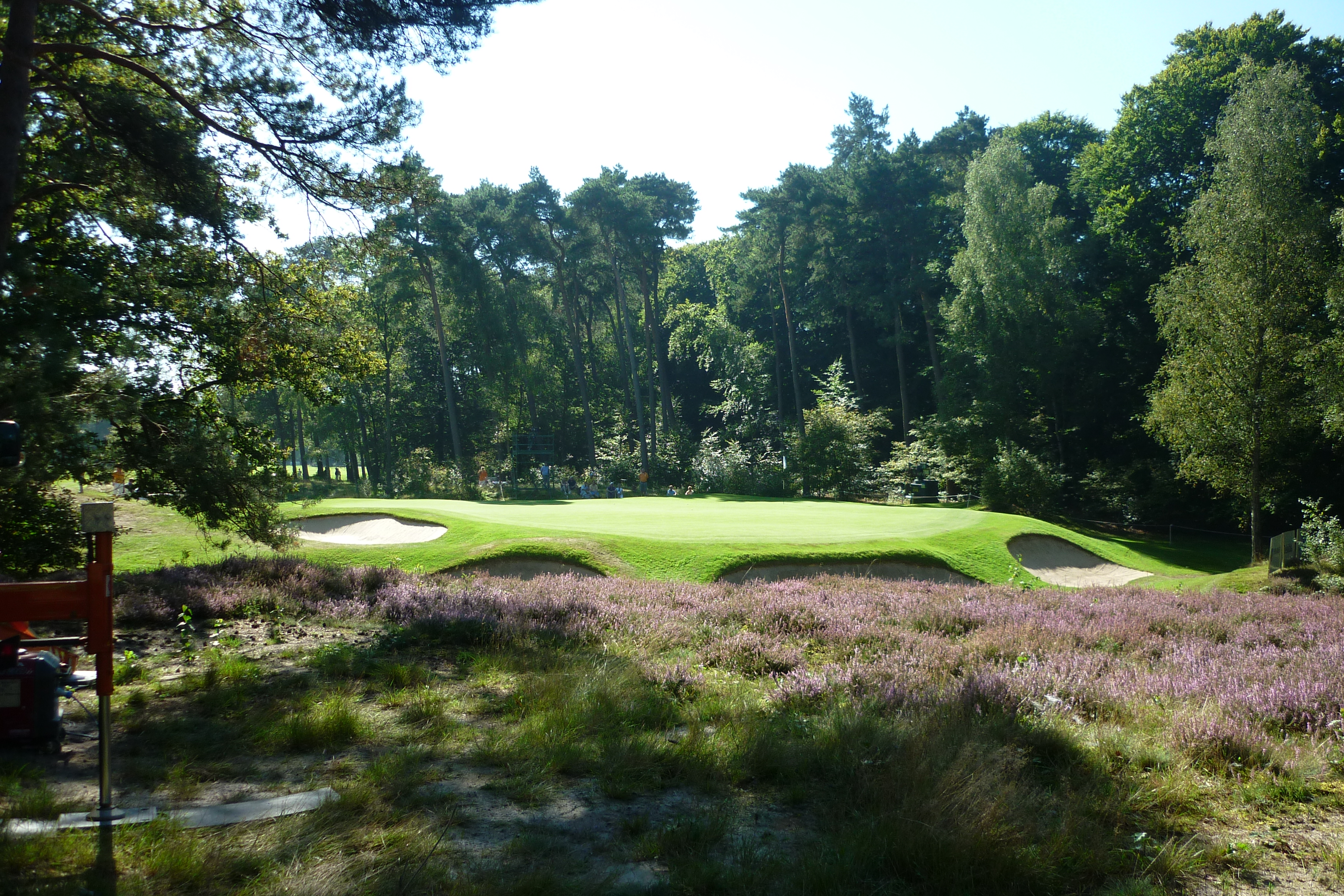
De Pannekoek

- De green van hole 6 is groter geworden.
- De greens van hole 9 en 18 zijn vernieuwd. Ze hebben beiden meer heuvels en dalen gekregen. Achter green 9 was vroeger het Kievietsdelmeertje, dat is nu opgedroogd.
- Bij hole 10 is alle heide tussen de tee en de bunker weggehaald.
- Bij hole 12 is de heide uit het dal verwijderd.
- Hole 14 is de enige hole die een naam heeft, hij wordt de "pannenkoek" genoemd. Daar is niets veranderd.
- Hole 17 wordt de eerste dogleg-hole van de baan. Hij is ook 85 meter langer geworden.

Enkele backtees zijn naar achteren gebracht zodat de totale lengte van de baan 250 meter langer is geworden.

### Baanrecord
Vanaf de backtees:
- 1980:  Severiano Ballesteros met 65
- 2002:  Tobias Dier met 60
- 2010:  Nicolas Colsaerts met 62 (na recente baanveranderingen)

## Toernooien

### Het Open

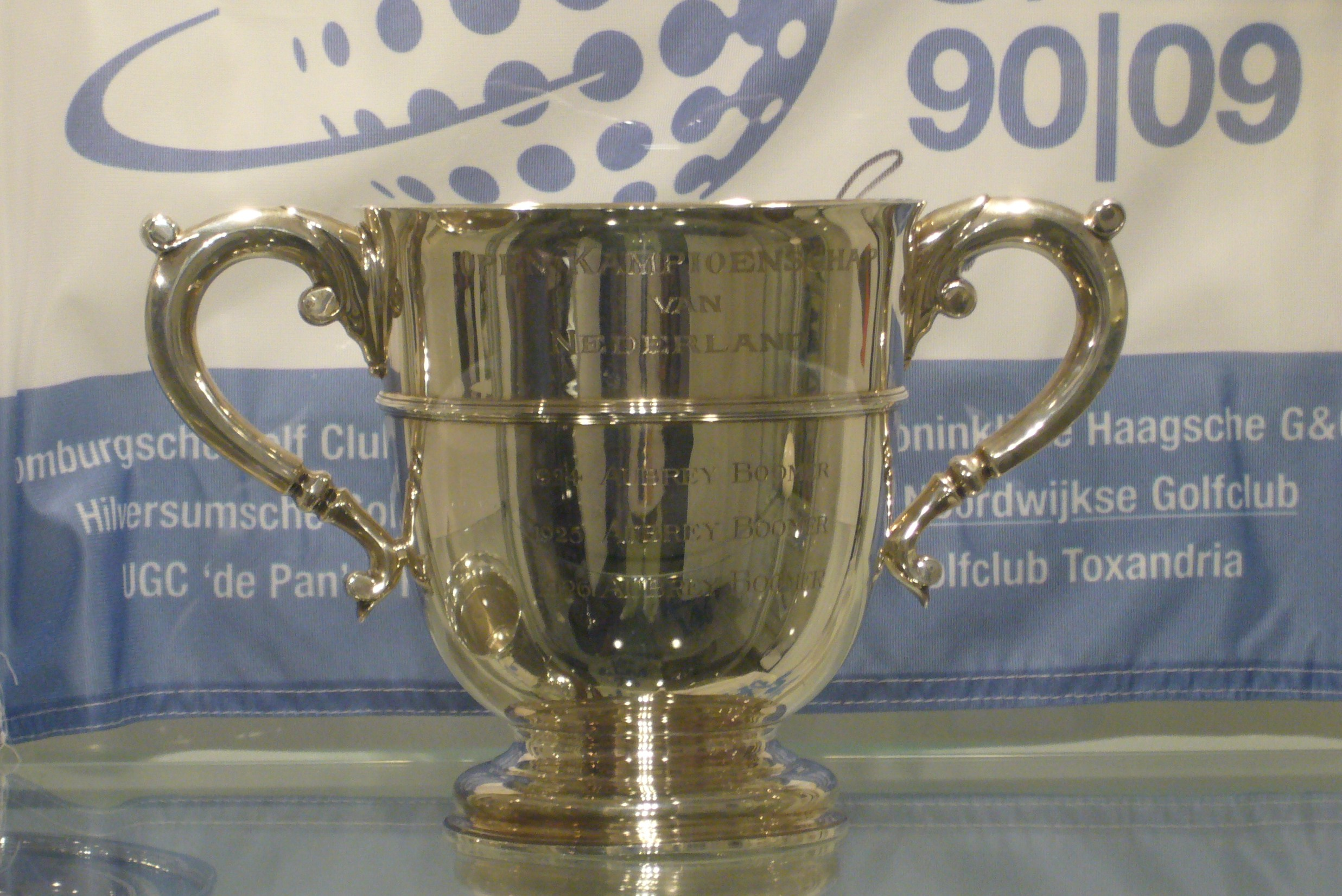
Wisselbeker die Burrows in 1923 mocht houden.

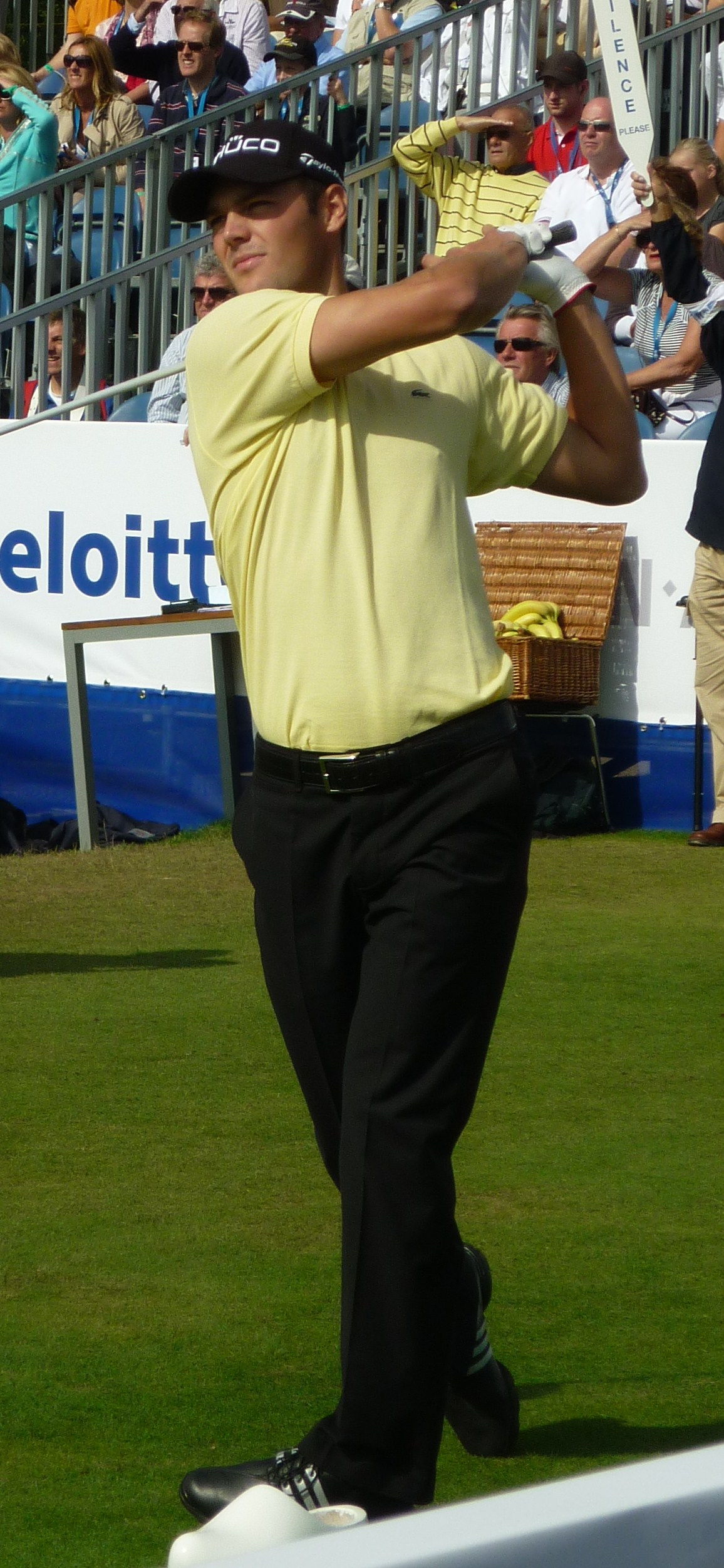
Martin Kaymer, winnaar 2010

De Hilversumsche baan krijgt regelmatig het Dutch Open op bezoek. Vanaf 1980 wordt hiervoor entreegeld gevraagd. Leden van de baan waar het Open wordt gehouden mogen in die tijd vrij spelen op de meeste omliggende banen.
Winnaars op Hilversum:
Spelers met een * achter hun naam hebben gewonnen na een play-off.
- 1923:  Henry Burrows (153 over 36 holes)
- 1929:  John Henry Taylor (153 over 36 holes), hierna gaat de wedstrijd over 72 holes.
- 1936:  Flory Van Donck (285)
- 1946:  Flory Van Donck (290)
- 1948:  Cecil Denny (290)
- 1952:  Cecil Denny (284)
- 1957:  John Jacobs (284)
- 1962:  Brian Huggett (274)
- 1968:  John Cockin (292)
- 1974:  Brian Barnes (211 over 54 holes), Jan Dorrestein wordt 21ste; regen maakt het noodzakelijk dat de vierde ronde wordt afgelast
- 1975:  Hugh Baiocchi (279), Martien Groenendaal wordt 30ste, Jan Dorrestein 39ste; Bing Crosby speelt mee in de Pro-Am, naderhand zingt hij 'White Christmas' op het terras;
- 1980:  Seve Ballesteros (280), incl. een nieuw baanrecord van 65, Martin Roesink is beste Nederlander;
- 1987:  Gordon Brand Jr. (272), Bart Nolte wordt 70ste.
- 1988:  Mark Mouland (274), Ruud Bos wordt 40ste
- 1994:  Miguel Ángel Jiménez (270), Rolf Muntz wordt 31ste.
- 1995:  Scott Hoch (269), Rolf Muntz wordt 35ste.
- 1996:  Mark McNulty (266), Rolf Muntz wordt 37ste.
- 1997:  Sven Strüver (266)
- 1998:  Stephan Laney (266), Maarten Lafeber wordt 30ste.
- 1999:  Lee Westwood (269), Maarten Lafeber wordt 5de, Rolf Muntz 8ste.
- 2002:  Tobias Dier (264), incl. een nieuw baanrecord van 60.
- 2003:  Maarten Lafeber (267)
- 2004:  David Lynn (264)
- 2005:  Gonzalo Fernández-Castaño (265), Maarten Lafeber wordt 4de, Rolf Muntz 16de.
- 2010:  Martin Kaymer, Jurrian van der Vaart wordt 47ste.

In de tussenliggende jaren wordt het Open op andere banen in Nederland gespeeld.

### Nationaal Open
- 1992: Constant Smits van Waesberghe
- 2007: Robin Swane

## De pro's
Edward John Hill was de eerste pro. Hij bleef tien jaar en werd wegens langdurige ziekte ontslagen. Hij werd opgevolgd door de Engelsman  Douglas Monk, die van 1 december 1923 tot 30 november 1957 pro op de Hilversumsche was. Hij importeerde de ijzeren clubhoofden uit Engeland en maakte zelf de shaft van hickory. De houten clubhoofden maakte hij van persimmon.
Bij het uitbreken van de tweede wereldoorlog wist Monk naar Engeland te ontkomen. Hij werd door Joop Rühl vervangen en werkte op de Hilversumsche van 1940-1948. Na de oorlog keerde Monk als head professional op de Hilversumsche terug. OP 1 maart 1948 werd Joop Rühl headprofessional op de Kennemer Golf & Country Club. Monk heeft verschillende assistenten gehad: de Nederlanders Piet Witte (1924-1929) en G. Dorrestein (1929-1948) en daarna de Engelsen A. James (1948-1951), die vervolgens naar de Noordwijkse Golfclub vertrok, en G Pennington (1951-1957). In 1957 nam Monk afscheid van de club. Hij schonk de leden The Monk Cup als prijs voor een jaarlijkse 18-holes  Ecclectic wedstrijd.
De vierde head-pro was Gerard de Wit. Hij begon op 1 december 1957 en woonde vanaf 1962 in een nieuwgebouwd huisje naast hole 10. Hij bleef tot 1966. Hij ging naar de Noordwijkse Golf en werd in april opgevolgd door Bob Lanyon, die tot 1972 bleef. Toen kwam André van Pinxten, beter bekend als 'Pinky', die drie jaar later naar Wittem ging.
Roy Cattell volgde Pinky in maart 1975 op. Ook hij woonde naast hole 10. In de jaren tachtig kreeg hij assistentie van onder anderen John Woof (1980-1984), Sven MutsAlan Saddington en Gary Davidson. Donald Armour werd head-pro in april 1984. Vervolgens kwamen Martin Morbey en later volgde tot 2006 Joost Huurman. Sandy Munro gaf ook een aantal jaren les. In 2006 en 2007 gaf Peter Smith kortstondig golflessen. Sinds 2007 werkt René Nijhuis er en van 2008 tot en met 2011 heeft de Australiër Michael Clark er les gegeven. Hij is begin 2012 opgevolgd door Sander van Duijn.

## Beroemde leden
- Prins Bernhard, hij was erelid sinds 1971
- Erelid H.J. Vermey, hij was 34 jaar clubsecretaris. Hij maakte op 28 augustus 1943 een albatros op hole 7.
- Walrave Boissevain, hij werd in 1896 de eerste kampioen van Nederland.
- Robbie van Erven Dorens, Mr. Golf die het Dutch Open op de Europese kaart heeft gezet
- Alice Janmaat, zij is onder andere achtmaal Golfster van het Jaar en 34 keer kampioene.
- Nan en Allaert Roland Holst werden op de Kennemer tegelijk in 1981 jeugdkampioen van Nederland. Hij met een baanrecord van 72.
- Yolande H.M.T. Lijdsman, kunstenares

## NGF
In 1977 kwam het kantoor van de Nederlandse Golf Federatie in het clubhuis. In 1982 werd het clubhuis uitgebreid om de NGF meer ruimte te bieden. De NGF bleef hier gevestigd totdat in 1990 een eigen kantoor betrokken werd.